# Čermasan
Čermasan (rusky Чермасан) je řeka v Baškirské republice v Rusku. Je 186 km dlouhá. Povodí má rozlohu 3 970 km².

## Průběh toku
Pramení v Bugulmsko-belebejské vrchovině. Je to levý přítok řeky Belaji (povodí Kamy) na 332 říčním kilometru.

## Vodní režim
Zdroj vody je převážně sněhový. Průměrný roční průtok vody činí 10 m³/s. Zamrzá v listopadu a rozmrzá v dubnu.